# Fuyan (socken i Kina)
Fuyan (kinesiska: 桴焉, 桴焉乡) är en socken i Kina. Den ligger i provinsen Guizhou, i den sydvästra delen av landet, omkring 220 kilometer norr om provinshuvudstaden Guiyang. Antalet invånare är 12481. Befolkningen består av 6 008 kvinnor och 6 473 män. Barn under 15 år utgör 25,0 %, vuxna 15-64 år 63 %, och äldre över 65 år 11,0 %.